# Mons Huygens
Il Mons Huygens è una struttura geologica della superficie della Luna.
Il mons è dedicato all'astronomo olandese Christiaan Huygens.

## Crateri correlati
Alcuni crateri minori situati in prossimità del Mons Huygens sono convenzionalmente identificati, sulle mappe lunari, attraverso una lettera associata al nome.
| Huygens | Coordinate           | Diametro (in km) |
| ------- | -------------------- | ---------------- |
| A       | 19°46′12″N 1°55′12″W | 5,88             |